# De Witt (Missouri)
De Witt – miasto w Stanach Zjednoczonych, w stanie Missouri, w hrabstwie Carroll.